# Aubing-Lochhausen-Langwied
Aubing-Lochhausen-Langwied  est un des vingt-cinq secteurs de la ville allemande de Munich, en Bavière.